# 24118 Бабазадех
24118 Бабазадех (24118 Babazadeh) — астероїд головного поясу, відкритий 3 листопада 1999 року.
Тіссеранів параметр щодо Юпітера — 3,322.